# Estoril Open
Estoril Open (з 2013 як Portugal Open) — професійний тенісний турнір. Проводиться з 1990 року у передмісті Ешторіла, Оейраш. У турнірі беруть участь як чоловіки так і жінки.
З 2015 року турнір скасовано за браком спонсорства. Створено новий чоловічий турнір під назвою Millennium Estoril Open, що проходить у місті Кашкайш.

## Фінали

### Чоловіки, одиночний розряд
| Рік  | Чемпіон                    | Фіналіст                 | Рахунок               |
| ---- | -------------------------- | ------------------------ | --------------------- |
| 2014 | Карлос Берлок              | Томаш Бердих             | 0–6, 7–5, 6–1         |
| 2013 | Стен Вавринка              | Давид Феррер             | 6–1, 6–4              |
| 2012 | Хуан Мартін дель Потро (2) | Рішар Гаске              | 6–4, 6–2              |
| 2011 | Хуан Мартін дель Потро     | Фернандо Вердаско        | 6–2, 6–2              |
| 2010 | Альберт Монтаньєс (2)      | Фредеріко Жіль           | 6–2, 6–7(4–7), 7–5    |
| 2009 | Альберт Монтаньєс          | Джеймс Блейк             | 5–7, 7–6(8–6), 6–0    |
| 2008 | Роджер Федерер             | Микола Давиденко         | 7–6(7–5), 1–2 знялася |
| 2007 | Новак Джокович             | Рішар Гаске              | 7–6(9–7), 0–6, 6–1    |
| 2006 | Давід Налбандян (2)        | Микола Давиденко         | 6–3, 6–4              |
| 2005 | Гастон Гаудіо              | Томмі Робредо            | 6–1, 2–6, 6–1         |
| 2004 | Хуан Ігнасіо Чела          | Марат Сафін              | 6–7(2–7), 6–3, 6–3    |
| 2003 | Микола Давиденко           | Агустін Кальєрі          | 6–4, 6–3              |
| 2002 | Давід Налбандян            | Яркко Ніємінен           | 6–4, 7–6(7–5)         |
| 2001 | Хуан Карлос Ферреро        | Фелікс Мантілья          | 7–6(7–3), 4–6, 6–3    |
| 2000 | Карлос Моя                 | Франсіско Клавет         | 6–3, 6–2              |
| 1999 | Альберт Коста              | Тодд Мартін              | 7–6(7–4), 2–6, 6–3    |
| 1998 | Альберто Берасатегі        | Томас Мустер             | 3–6, 6–1, 6–3         |
| 1997 | Алекс Корретха             | Франсіско Клавет         | 6–3, 7–5              |
| 1996 | Томас Мустер (2)           | Андреа Гауденці          | 7–6(4), 6–4           |
| 1995 | Томас Мустер               | Альберт Коста            | 6–4, 6–2              |
| 1994 | Карлос Коста (2)           | Медведєв Андрій Олегович | 4–6, 7–5, 6–4         |
| 1993 | Медведєв Андрій Олегович   | Карел Новачек            | 6–4, 6–2              |
| 1992 | Карлос Коста               | Серхі Бругера            | 4–6, 6–2, 6–2         |
| 1991 | Серхі Бругера              | Карел Новачек            | 7–6(9–7), 6–1         |
| 1990 | Еміліо Санчес              | Франко Давін             | 6–3, 6–1              |

### Жінки, одиночний розряд
| Рік                      | Чемпіонка               | Фіналістка            | Рахунок                |
| ------------------------ | ----------------------- | --------------------- | ---------------------- |
| 2014                     | Карла Суарес Наварро    | Світлана Кузнецова    | 6–4, 3–6, 6–4          |
| 2013                     | Анастасія Павлюченкова  | Карла Суарес Наварро  | 7–5, 6–2               |
| 2012                     | Кая Канепі              | Карла Суарес Наварро  | 3–6, 7–6(8–6), 6–4     |
| 2011                     | Анабель Медіна Гаррігес | Крістіна Барруа       | 6–1, 6–2               |
| 2010                     | Анастасія Севастова     | Аранча Парра Сантонха | 6–2, 7–5               |
| 2009                     | Яніна Вікмаєр           | Катерина Макарова     | 7–5, 6–2               |
| 2008                     | Марія Кириленко         | Івета Бенешова        | 6–4, 6–2               |
| 2007                     | Грета Арн               | Вікторія Азаренко     | 2–6, 6–1, 7–6(7–3)     |
| 2006                     | Чжен Цзє                | Лі На                 | 6–7(5–7), 7–5, знялася |
| 2005                     | Луціє Шафарова          | Лі На                 | 6–7(4–7), 6–4, 6–3     |
| 2004                     | Емілі Луа               | Івета Бенешова        | 7–5, 7–6(7–1)          |
| 2003                     | Магі Серна (2)          | Юлія Шруфф            | 6–4, 6–1               |
| 2002                     | Магі Серна              | Анка Барна            | 6–4, 6–2               |
| 2001                     | Анхелес Монтоліо        | Олена Бовіна          | 3–6, 6–3, 6–2          |
| 2000                     | Анке Губер              | Наталі Деші           | 6–2, 1–6, 7–5          |
| 1999                     | Катарина Среботнік      | Ріта Куті-Кіш         | 6–3, 6–1               |
| 1998                     | Барбара Шварц           | Ралука Санду          | 6–2, 6–3               |
| 1991–1997: не проводився |                         |                       |                        |
| 1990                     | Федеріка Бонсіньйорі    | Лаура Гарроне         | 2–6, 6–3, 6–3          |

### Чоловіки, парний розряд
| Рік  | Чемпіони                                               | Фіналісти                            | Рахунок               |
| ---- | ------------------------------------------------------ | ------------------------------------ | --------------------- |
| 2014 | Сантьяго Гонсалес (2) Скотт Ліпскі (3)                 | Пабло Куевас Давід Марреро           | 6–3, 3–6, [10–8]      |
| 2013 | Сантьяго Гонсалес Скотт Ліпскі (2)                     | Айсам-уль-Хак Куреші Жан-Жульєн Роєр | 6–3, 4–6, [10–7]      |
| 2012 | Айсам-уль-Хак Куреші Жан-Жульєн Роєр (2)               | Юліан Ноул Давід Марреро             | 7–5, 7–5              |
| 2011 | Ерік Буторак (2) Жан-Жульєн Роєр                       | Марк Лопес Давід Марреро             | 6–3, 6–4              |
| 2010 | Марк Лопес Давід Марреро                               | Пабло Куевас Марсель Гранольєрс      | 6–7(1–7), 6–4, [10–4] |
| 2009 | Ерік Буторак Скотт Ліпскі                              | Мартін Дамм Роберт Ліндстедт         | 6–3, 6–2              |
| 2008 | Джефф Кутзе Веслі Муді                                 | Джеймі Маррей Кевін Ульєтт           | 6–2, 4–6, [10–8]      |
| 2007 | Марсело Мело Андре Са                                  | Мартін Гарсія Себастьян Прієто       | 3–6, 6–2, [10–6]      |
| 2006 | Лукаш Длуги Павел Візнер                               | Лукас Арнольд Кер Леош Фридль        | 6–3, 6–1              |
| 2005 | Франтішек Чермак Леош Фридль                           | Хуан Ігнасіо Чела Томмі Робредо      | 6–3, 6–4              |
| 2004 | Хуан Ігнасіо Чела Гастон Гаудіо                        | Франтішек Чермак Леош Фридль         | 6–2, 6–1              |
| 2003 | Магеш Бгупаті Макс Мирний                              | Лукас Арнольд Кер Маріано Худ        | 6–1, 6–2              |
| 2002 | Карстен Браш Ольховський Андрій Станіславович (3)      | Сімон Аспелін Ендрю Кратцманн        | 6–3, 6–3              |
| 2001 | Радек Штепанек Міхал Табара                            | Доналд Джонсон Ненад Зімоньїч        | 6–4, 6–1              |
| 2000 | Доналд Джонсон (3) Піт Норвал                          | Девід Адамс Джошуа Ігл               | 6–4, 7–5              |
| 1999 | Томас Карбонелл Доналд Джонсон (2)                     | Їржі Новак Давід Рікл                | 6–3, 2–6, 6–1         |
| 1998 | Доналд Джонсон Франсіско Монтана                       | Давід Родіті Фернон Віб'єр           | 6–1, 2–6, 6–1         |
| 1997 | Густаво Куертен Фернандо Мелігені                      | Андреа Гауденці Філіппо Мессорі      | 6–2, 6–2              |
| 1996 | Томас Карбонелл Франсіско Ройг                         | Том Найссен Грег Ван Ембург          | 6–3, 6–2              |
| 1995 | Євген Кафельников Ольховський Андрій Станіславович (2) | Марк-Кевін Гелльнер Дієго Наргісо    | 5–7, 7–5, 6–2         |
| 1994 | Крістіан Бранді Federico Mordegan                      | Ріхард Крайчек Менно Остінг          | walkover              |
| 1993 | Девід Адамс Ольховський Андрій Станіславович           | Менно Остінг Удо Ріглевскі           | 6–3, 7–5              |
| 1992 | Гендрік Ян Давідс Лібор Пімек                          | Люк Єнсен Лорі Вордер                | 3–6, 6–3, 7–5         |
| 1991 | Паул Гаргейс Марк Куверманс                            | Том Найссен Цирил Сук                | 6–3, 6–3              |
| 1990 | Серхіо Касаль Еміліо Санчес                            | Омар Кампорезе Паоло Кане            | 7–5, 4–6, 7–5         |

### Жінки, парний розряд
| Рік                      | Чемпіонки                               | Фіналістки                                 | Рахунок                 |
| ------------------------ | --------------------------------------- | ------------------------------------------ | ----------------------- |
| 2014                     | Кара Блек Саня Мірза                    | Ева Грдінова Валерія Соловйова             | 6–4, 6–3                |
| 2013                     | Чжань Хаоцін Крістіна Младенович        | Дарія Юрак Каталін Мароші                  | 7–6(7–3), 6–2           |
| 2012                     | Чжуан Цзяжун Чжан Шуай                  | Ярослава Шведова Галина Воскобоєва         | 4–6, 6–1, [11–9]        |
| 2011                     | Аліса Клейбанова Галина Воскобоєва      | Елені Даніліду Міхаелла Крайчек            | 6–4, 6–2                |
| 2010                     | Сорана Кирстя Анабель Медіна Гаррігес   | Віталія Дяченко Орелі Веді                 | 6–1, 7–5                |
| 2009                     | Ракель Копс-Джонс Абігейл Спірс         | Шерон Фічмен Каталін Мароші                | 2–6, 6–3, [10–5]        |
| 2008                     | Марія Кириленко Флавія Пеннетта         | Мервана Югич-Салкич Іпек Шенолу            | 6–4, 6–4                |
| 2007                     | Андрея Ехрітт-Ванк Анастасія Родіонова  | Лурдес Домінгес Ліно Аранча Парра Сантонха | 6–3, 6–2                |
| 2006                     | Лі Тін (2) Сунь Тяньтянь (2)            | Хісела Дулко Марія Санчес Лоренсо          | 6–2, 6–2                |
| 2005                     | Лі Тін Сунь Тяньтянь                    | Міхаелла Крайчек Генрієта Надьова          | 6–3, 6–1                |
| 2004                     | Еммануель Гальярді Жанетта Гусарова     | Ольга Благотова Габріела Навратілова       | 6–3, 6–2                |
| 2003                     | Петра Мандула Патріція Вартуш           | Марет Ані Еммануель Гальярді               | 6–7(3–7), 7–6(7–3), 6–2 |
| 2002                     | Олена Бовіна Жофія Губачі               | Барбара Ріттнер Марія Венто-Кабчі          | 6–3, 6–1                |
| 2001                     | Квета Грдлічкова Барбара Ріттнер        | Тіна Кріжан Катарина Среботнік             | 3–6, 7–5, 6–1           |
| 2000                     | Тіна Кріжан Катарина Среботнік          | Аманда Гопманс Крістіна Торренс-Валеро     | 6–0, 7–6(11–9)          |
| 1999                     | Алісія Ортуньйо Крістіна Торренс-Валеро | Ріта Куті-Кіш Анна Фелденьї                | 7–6(7–4), 3–6, 6–3      |
| 1998                     | Каролін Денін Емілі Луа                 | Радка Бобкова Кароліна Шнайдер             | 6–2, 6–3                |
| 1991–1997: не проводився |                                         |                                            |                         |
| 1990                     | Патрісія Тарабіні Сандра Чеккіні        | Карін Баккум Ніколе Мунс-Ягерман           | 1–6, 6–2, 6–3           |